# André Svorad
André Svorad (en latin Zoerardus, en polonais Swierad), né vers 980 et mort vers 1009, est un moine considéré comme saint par l'Église catholique, et dont le culte est vivace dans l'actuelle Slovaquie et le sud de la Pologne. Il est le patron du diocèse de Nitra en Slovaquie et du diocèse de Tarnów en Petite-Pologne.

## Biographie
La vie de saint André Svorad est relatée par l'hagiographie de l'évêque Maur de Pécs, écrite en 1064. Selon cet écrit, André Svorad est né vers 980 dans une région aujourd'hui faisant partie du Sud de la Pologne.
Il entre tôt dans la vie monastique et suit le rite de saint Méthode, proche de l'actuel rite orthodoxe, la région ayant été évangélisée par des moines grecs. Le roi Boleslas le Vaillant interdit pour des raisons de voisinage politique en 1022 le rite autre que le rite latin et la communauté doit fuir plus au sud.

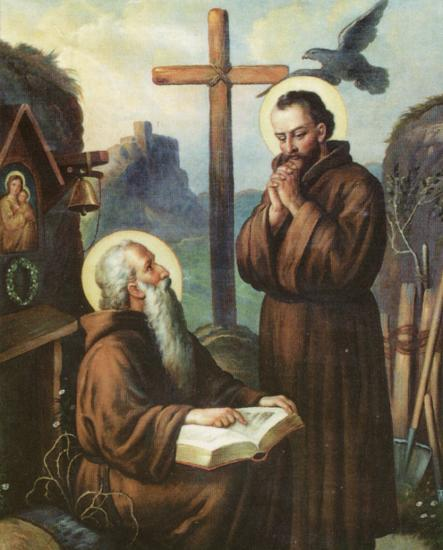
Saint André Svorad et saint Benoît Stojislav.

André trouve refuge au monastère Saint-Hippolyte de Zobor à Nitra dans l'actuelle Slovaquie. L'abbé Philippe qui suit la règle de saint Benoît lui donne plus tard la permission de vivre dans un ermitage dans la forêt de Skalka, près de la vallée de la rivière Vah. Il y mène une vie extrêmement ascétique et rigoureuse, en particulier un jeûne strict.
André accepte la venue d'un disciple, Benoît Stojislav qui, à la mort de son maître vers 1009, rapporte son corps au monastère de Zobor. L'on découvrira en faisant sa toilette funéraire, une chaîne de bronze incrustée dans la chair. De telles pratiques de pénitence se rencontraient chez les moines syriaques de l'époque. Il semble qu'André Svorad soit mort d'une infection cutanée. À son retour à l'ermitage, Benoît fut tué par des bandits.
La vénération envers André s'étendit aux monastères de la région, jusqu'en Croatie et en Hongrie. Le roi Géza Ier de Hongrie se fit le promoteur de sa cause après avoir lu son hagiographie.
Il fut canonisé par Grégoire VII en juillet 1083. Ses reliques reposent à l'église Saint-Émmeran de Nitra, près de celles de son disciple.
Sa fête est le 21 juillet dans l'ancien calendrier liturgique et le 13 juillet dans le nouveau. Il est fêté le 17 juillet en Slovaquie.